# Anti-allemand (Allemagne)
Ne doit pas être confondu avec Antigermanisme.
Le mouvement anti-allemand (Antideutsche) est un mouvement politique antinational allemand issu du marxisme, qui s'inscrit en rupture avec l'antisionisme, l'anti-impérialisme, l'antiaméricanisme et le pacifisme traditionnels de la gauche radicale allemande. Au fil du temps, les positions de ce mouvement l'ont fait évoluer vers un positionnement proche du néolibéralisme.

## Origines et évolution
Il naît en Allemagne de l'Ouest au sein de la mobilisation antinationale de 1990, opposée à la réunification allemande. Il éclot au sein de plusieurs organisations représentant divers courants de la gauche ouest-allemande antinationale, dont un courant minoritaire de l'organisation maoïste Kommunisticher Bund (Ligue communiste) opposé à la collaboration avec la gauche est-allemande, représenté au sein du magazine berlinois Bahamas auquel contribuent Jürgen Elsässer, Heiner Möller et Matthias Küntzel ; l'Initiative Sozialistisches Forum (Forum d'initiative socialiste), centre intellectuel et politique aux origines trotskistes influencé par l'école de Francfort ; le magazine Konkret, autrefois associé à la nouvelle gauche allemande ;  ainsi que la publication 17°C, Zeitschrift für den Rest, issue d'une rupture avec le mouvement autonome. Le mouvement anti-allemand s'exprime également dans le quotidien marxiste Junge Welt à partir de 1994, jusqu'à la scission en 1997 avec la publication Jungle World.
Une de ses singularités est la critique de l'antisionisme de gauche, influencée par des intellectuels tels que Dan Diner, Micha Brumlik, Henryk M. Broder, Jean Améry, Wolfgang Pohrt et Moishe Postone ; mais également la rupture avec l'anti-impérialisme, l'antiaméricanisme et le pacifisme traditionnels de la gauche allemande. Le mouvement anti-allemand perçoit l'Allemagne réunifiée comme « une nouvelle structure de domination », dont l'histoire rend sa nuisance singulière apparente. Ainsi, l'histoire de l'Allemagne est centrale dans les positionnements des anti-allemands vis-à-vis des conflits internationaux, particulièrement la période de l'Allemagne nazie, ce qui les mène à soutenir l'intervention de la coalition internationale en Irak lors de la guerre du Golfe dans le but de protéger Israël des armes allemandes de Saddam Hussein, mais à dénoncer l'intervention de l'OTAN dans la guerre de Yougoslavie en arguant qu'elle servait à « étendre la domination économique et politique du quatrième Reich allemand sur l’ensemble de la Osteuropa chrétienne ». Cette grille d'analyse mène par exemple Wolfgang Pohrt, rédacteur de Konkret, à appeler au bombardement atomique de l'Irak ; ou Jürgen Elsässer à soutenir le président serbe Slobodan Milošević. Étant donné leur rejet de la nation allemande, les anti-allemands s'opposent à la participation parlementaire.
En 1996, suivant la sortie de l'ouvrage Les Bourreaux volontaires de Hitler de Daniel Goldhagen, le mouvement anti-allemand se met à analyser le nationalisme allemand comme une forme singulière de nationalisme, existant par la haine et le rejet de l'autre, intrinsèquement lié à l'antisémitisme et auquel sont particulièrement liées « des valeurs propres à une conception romantique et anticapitaliste de la nation, telles que la discipline, le goût du travail, le courage, la virilité ». Les anti-allemands se mettent alors, tout en continuant de se réclamer du marxisme et critiques du capitalisme, à critiquer dans une perspective autocritique la gauche anticapitaliste, dont ils estiment les fondements mêmes être antisémites : s'appuyant sur la théorie de l'antisémitisme moderne de Moishe Postone, ils considèrent que l'opposition aux États-Unis et au capital financier de la gauche anticapitaliste repose sur des oppositions binaires et manichéennes et sert à la gauche anticapitaliste allemande de se libérer de son propre passé en les portant en boucs-émissaires, reproduisant ainsi une forme d'antisémitisme secondaire. Cela mène les anti-allemands à produire des discours proches de la droite néolibérale en apportant un soutien sans faille aux intérêts américains et israéliens.

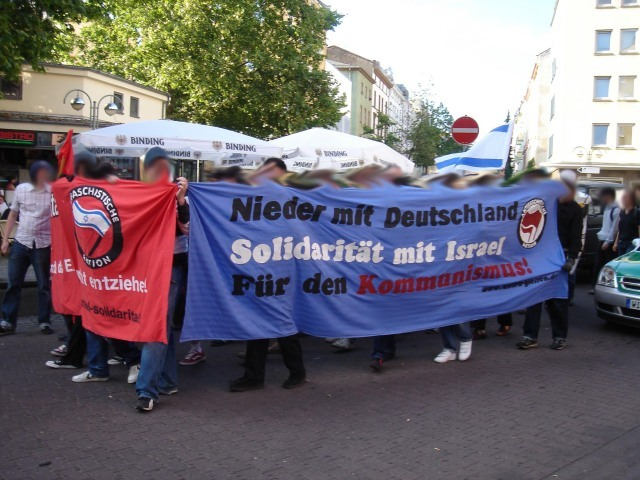
Manifestation « anti-allemande » à Francfort en 2006. Sur la banderole : « À bas l'Allemagne/Solidarité avec Israël/Pour le communisme ».

La même année, un incendie criminel entraîne la mort de 10 personnes et en blesse grièvement 38 autres dans un foyer de demandeurs d'asile de Lübeck. Un jeune Libanais résidant dans le foyer est condamné à tort tandis que quatre autres suspects néonazis originaires de Grevesmühlen restent en liberté. Le Libanais est innocenté à la suite des aveux d'un des suspects néonazis. Avant que le jeune Libanais ne soit innocenté, les anti-allemands, qui étaient jusqu'alors principalement cantonnés à écrire dans la presse alternative, se mettent à investir le militantisme antifasciste. Ils participent aux côtés de militants autonomes et de militants issus de la gauche immigrée à une manifestation à Grevesmühlen (la ville dont étaient originaires les suspects néonazis) qui vise à stigmatiser la population allemande jugée complice de l'incendie raciste. La manifestation est interdite par les autorités locales et est dénoncée par plusieurs groupes antiracistes issus de la société civile et de la gauche radicale, qui la qualifient de « manifestation haineuse ». Contrairement à l'Antifaschistische Aktion/Bundesweite Organisation (principale organisation antifasciste allemande à l'époque), les antifas anti-allemands refusent toute collaboration avec l'État ou avec des associations issues de la société civile.
À partir des années 2000, le mouvement anti-allemand développe l'idée d'une mission historique de rédemption du peuple allemand à l'égard du peuple juif. Pour les anti-allemands, le peuple allemand doit désormais défendre le peuple juif à-travers le sionisme, la défense de la politique de l'État israélien, et notamment la défense des colonies israéliennes implantées en Cisjordanie. Après les attentats du 11 septembre 2001, certains acteurs de la gauche anti-allemande se mettent à rejeter ce qu'ils nomment l'islamofascisme, désignant ainsi l'islamisme voire le monde arabe de manière générale, « adoptant ainsi une attitude clairement raciste », ce qui les marginalise à gauche malgré la multiplication de groupes anti-allemands.
Le mouvement a notamment soutenu la guerre en Irak, qualifiant George W. Bush d'« homme de paix » ; les Anti-Allemands se sont également livrés à des manifestations faisant l'éloge du bombardement de Dresde, ou dénonçant la réunification de l'Allemagne considérée comme un « quatrième Reich ».
La contradiction entre un positionnement d'extrême-gauche affiché et le soutien à la guerre en Irak a amené la Deutsche Welle à poser ironiquement la question : « Le Che aurait-il soutenu George W. Bush ? »
L'éloge des bombardements effectués durant la Seconde Guerre mondiale contre les civils allemands a valu au mouvement d'être critiqué pour sa profonde germanophobie.
Les critiques apportées à la gauche allemande par le mouvement anti-allemand ont influencé une grande partie de la gauche allemande.